# Clavija
Clavija ist eine Pflanzengattung aus der Unterfamilie der Theophrastoideae in der Familie der Primelgewächse (Primulaceae). Mit 55 Arten ist sie die größte Gattung der Unterfamilie der Theophrastoideae. Der Gattungsname ehrt den spanischen Schriftsteller José Clavijo y  Fajardo (1726–1806).

## Beschreibung

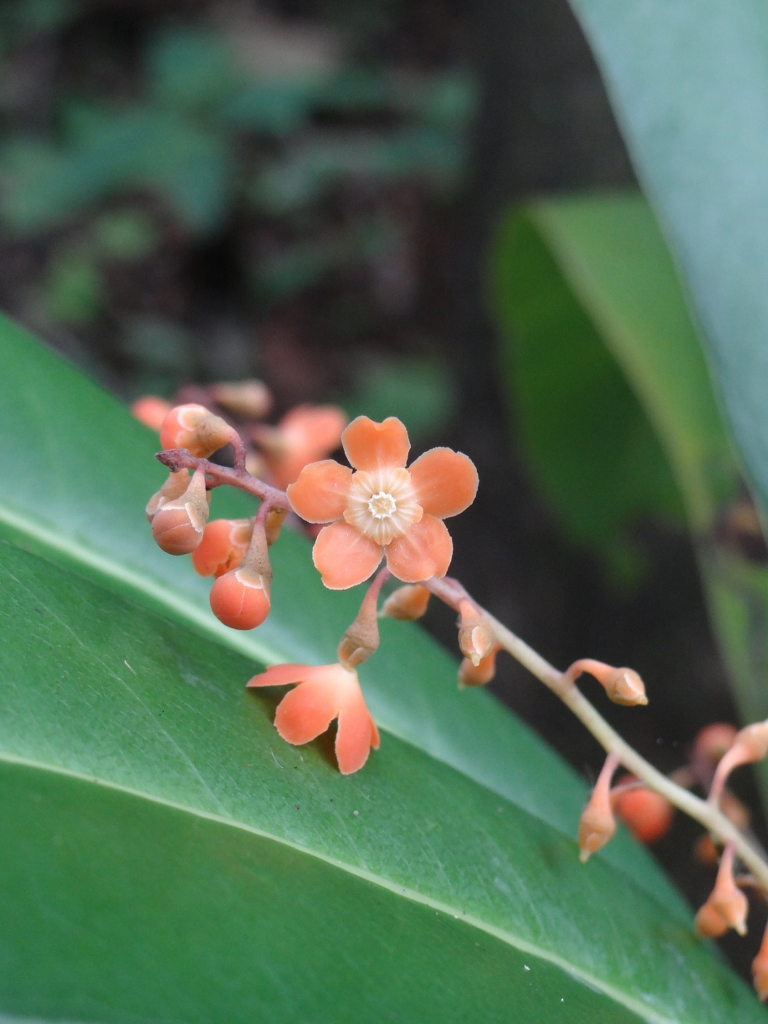
Clavija nutans

Clavija-Arten sind un- oder schwach verzweigte Sträucher oder kleine Bäume. Die großen bis sehr großen Laubblätter sind am Rand gezähnt, selten stachlig-gezähnt.
Es werden seitenständige traubige Blütenstände mit vielen bis wenigen Blüten gebildet. Die wohlduftenden, (funktionell) eingeschlechtigen oder zwittrigen Blüten sind fünf- oder vierzählig mit doppelter Blütenhülle. Die dachigen Kelchblätter sind frei oder an der Basis mehr oder weniger verwachsen. Die kurz verwachsene Krone ist schalenförmig und orange. Alternierend sind fleischige, lappige Staminodien vorhanden. Die Staubfäden sind häufig, außer bei weiblichen Blüten, zu einer Röhre vereint, die Staubbeutel sind stumpf-dreieckig. Der kurze Stempel ist oberständig und in den männlichen Blüten reduziert. Ungewöhnlich für die Unterfamilie haben Clavija-Arten meist weniger als dreißig Samenanlagen.
Die Frucht ist eine Beere, annähernd rund und meist kahl, das Perikarp ist meist dünn und brüchig.

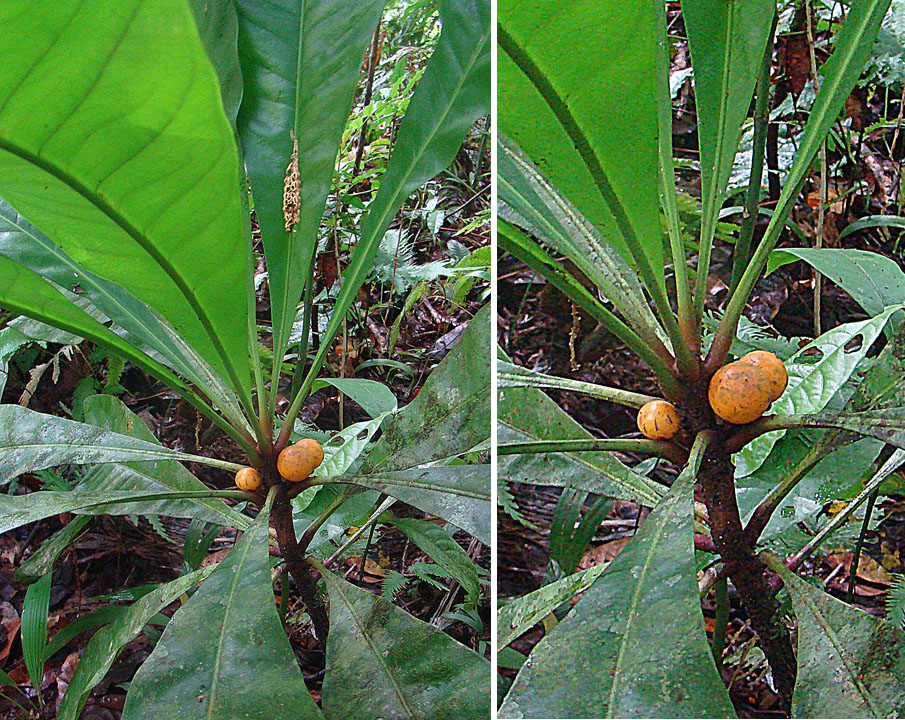
Clavija jelskii

## Verbreitung
Die Gattung ist beheimatet in Mittel- und Südamerika sowie auf Haiti, sie erreicht Höhenlagen von 2000 bis 2500 Meter, mehrheitlich besiedeln sie nasse, immergrüne Wälder, nur selten auch laubabwerfende Wälder.

## Systematik
Die Gattung enthält 55 Arten, darunter:
- Clavija cauliflora Regel (Syn.: Clavija glandulifera Cuatrec.): Sie kommt im westlichen Kolumbien vor.[2]
- Clavija euerganea J. F. Macbr.: Sie kommt im südlichen Ecuador und im nordwestlichen Peru vor.[3][2]
- Clavija jelskii Szyszył.: Sie kommt in Peru vor.[2]
- Clavija latifolia (ex Roem. & Schult.) K. Koch: Sie kommt im nördlichen Kolumbien vor.[3][2]
- Clavija nutans (Vell.) B.Ståhl:  Sie kommt von Bolivien bis Brasilien und Paraguay vor.[2]
- Clavija ornata D.Don: Sie kommt in Kolumbien, Ecuador und Venezuela vor und ist in Trinidad ein Neophyt.[3]